# Гуто-Студенецька сільська рада
Гу́то-Студене́цька сільська рада — адміністративно-територіальна одиниця та орган місцевого самоврядування у Щорському районі Чернігівської області. Адміністративний центр — село Гута-Студенецька.

## Загальні відомості
Гуто-Студенецька сільська рада утворена в 1995 році.
- Територія ради: 47,722 км²
- Населення ради: 276 осіб (станом на 2001 рік)

## Населені пункти
Сільській раді були підпорядковані населені пункти:
- с. Гута-Студенецька
- с. Сальне

## Склад ради
Рада складалася з 12 депутатів та голови.
- Голова ради: Супруненко Сергій Васильович
- Секретар ради: Лавриненко Тетяна Петрівна

### Керівний склад попередніх скликань
| ПІБ                          | Основні відомості                                                                       | Дата обрання | Дата звільнення |
| ---------------------------- | --------------------------------------------------------------------------------------- | ------------ | --------------- |
| Дубина Анатолій Федорович    | Сільський голова, 1955 року народження, член Соціалістичної партії України              | 26.03.2006   | 31.10.2010      |
| Супруненко Сергій Васильович | Сільський голова, 1974 року народження, освіта середня спеціальна, член Партії регіонів | 18.09.2011   |                 |

Примітка: таблиця складена за даними джерела

### Депутати
За результатами місцевих виборів 2010 року депутатами ради стали:

#### За суб'єктами висування
| Суб'єкт висування | Кількість обраних депутатів | %    |
| ----------------- | --------------------------- | ---- |
| Самовисування     | 5                           | 41,7 |
| Партія регіонів   | 4                           | 33,3 |
| Народна партія    | 3                           | 25   |

#### За округами
| № округу        | Прізвище, ім'я, по батькові      | Дата визнання обраним | Освіта             | Партійна приналежність | Відомості про обраного депутата          |
| --------------- | -------------------------------- | --------------------- | ------------------ | ---------------------- | ---------------------------------------- |
| Народна Партія  |                                  |                       |                    |                        |                                          |
| 3               | Дубина Надія Федорівна           | 05.11.2010            | середня            | позапартійна           | приватний підприємець                    |
| 7               | Пархоменко Олександр Олексійович | 05.11.2010            | середня спеціальна | позапартійний          | Щорський райагролісгосп, майстер лісу    |
| 9               | Мірошниченко Світлана Іванівна   | 05.11.2010            | середня            | член Народної партії   | тимчасово не працює                      |
| Партія регіонів |                                  |                       |                    |                        |                                          |
| 2               | Борисенко Тетяна Василівна       | 05.11.2010            | середня            | позапартійна           | тимчасово не працює                      |
| 4               | Лавриненко Тетяна Петрівна       | 05.11.2010            | вища               | позапартійна           | Гутостуденецька сільська рада, секретар  |
| 6               | Коршун Галина Миколаївна         | 05.11.2010            | середня спеціальна | позапартійна           | приватний підприємець                    |
| 8               | Летута Анатолій Олексійович      | 05.11.2010            | середня спеціальна | позапартійний          | Тихоновицьке лісництво, майстер лісу     |
| Самовисування   |                                  |                       |                    |                        |                                          |
| 1               | Коршун Валентина Михайлівна      | 05.11.2010            | вища               | позапартійна           | Гутостуденецька сільська рада, бухгалтер |
| 5               | Биков Дмитро Сергійович          | 05.11.2010            | середня спеціальна | позапартійний          | пилорамний цех, робітник                 |
| 10              | Малашок Сергій Михайлович        | 05.11.2010            | середня спеціальна | позапартійний          | тимчасово не працює                      |
| 11              | Пархоменко Лідія Віталіївна      | 05.11.2010            | середня спеціальна | позапартійна           | тимчасово не працює                      |
| 12              | Тебенко Марія Михайлівна         | 05.11.2010            | середня спеціальна | позапартійна           | тимчасово не працює                      |